# 2006 FIFA World Cup
2006 FIFA World Cup är det officiella TV-spelet för fotbolls-VM i Tyskland i juni-juli 2006. Spelet lanseras den 28 april 2006 i Europa och 127 lag som kvalade inför VM finns spelbara i spelet. 

## Mottagande
Både IGN och Game Spot betygsatte olika versioner av spelet innan det släpptes i Nordamerika. Betygen nedan är för olika format av IGN och Game Spot.
| System         | IGN-betyg | Game Spot-betyg |
| -------------- | --------- | --------------- |
| Gamecube       | 8.0       | 8.0             |
| PC             | 8.4       | 8.1             |
| PSP            | 7.8       | 8.4             |
| Play Station 2 | 8.4       | 7.7             |
| Xbox           | 8.4       | 7.8             |
| Xbox 360       | 8.4       | 8.2             |
| Nintendo DS    | 7.5       | 7.0             |

Game Rankings rankade Xbox 360-versionen av spelet högst med 79%.

## Spelbara lag
Trots licensproblem mellan EA, Nederländernas fotbollsförbund och Japans fotbollsförbund, är Japan och Nederländerna fullt licenserade med riktiga namn och matchställ. 
- Nummer i parentes är laget på Fifas världsranking för herrar.

Afrika
- Algeriet (30)
- Angola (88)
- Benin (60)
- Botswana (116)
- Burkina Faso (48)
- Kamerun (19)
- Kap Verde (114)
- Tchad2 (143)
- Elfenbenskusten (27)
- Kongo-Brazzaville (96)
- Kongo-Kinshasa4 (103)
- Egypten (12)
- Gabon (42)
- Ghana (32)
- Guinea (87)
- Kenya (113)
- Liberia (150)
- Libyen (102)
- Malawi (86)
- Mali (54)
- Marocko (70)
- Niger2 (162)
- Nigeria (21)
- Rwanda (107)
- Senegal (75)
- Sydafrika (83)
- Sudan (118)
- Togo (76)
- Tunisien (55)
- Uganda (73)
- Zambia (71)
- Zimbabwe (110)

Asien
- Bahrain (69)
- Kina2 (84)
- Hongkong2 (140)
- Indien2 (133)
- Iran (61)
- Irak24 (80)
- Japan (45)
- Kuwait (97)
- Nordkorea (105)
- Pakistan 2 (165)
- Saudiarabien (66)
- Sydkorea (47)
- Uzbekistan (94)
- Vietnam2 (117)

Europa
- Albanien (79)
- Andorra (201)
- Armenien (100)
- Azerbajdzjan (109)
- Belgien (59)
- Bosnien och Hercegovina (51)
- Bulgarien (39)
- Cypern (67)
- Danmark (36)
- England (8)
- Estland (99)
- Finland (52)
- Frankrike (9)
- Färöarna (125)
- Georgien (120)
- Grekland (13)
- Irland (41)
- Island (90)
- Israel (26)
- Italien (5)
- Kazakstan (129)
- Kroatien (10)
- Lettland (46)
- Liechtenstein (149)
- Litauen (49)
- Luxemburg (127)
- Makedonien (61)
- Malta (157)
- Moldavien (89)
- Nederländerna (4)
- Nordirland (56)
- Norge (22)
- Polen (58)
- Portugal (3)
- Rumänien (28)
- Ryssland (11)
- San Marino (202)
- Schweiz (24)
- Skottland (43)
- Serbien och Montenegro3 (15)
- Slovakien (34)
- Slovenien (25)
- Spanien (2)
- Sverige (37)
- Tjeckien (33)
- Turkiet (29)
- Tyskland (6)
- Ukraina (23)
- Ungern (57)
- Vitryssland (82)
- Wales (77)
- Österrike (68)

Nord, Centralamerika och Karibien
- Costa Rica (40)
- El Salvador (72)
- Guatemala (114)
- Honduras (38)
- Jamaica (81)
- Kanada (63)
- Mexiko (17)
- Nicaragua2 (155)
- Panama (74)
- Saint Kitts och Nevis (151)
- Saint Vincent och Grenadinerna (163)
- Trinidad och Tobago (95)
- USA (14)

Sydamerika
- Argentina (7)
- Bolivia (65)
- Brasilien (1)
- Chile (18)
- Colombia (35)
- Ecuador (44)
- Paraguay (31)
- Peru (53)
- Uruguay (16)
- Venezuela (49)

Oceanien
- Australien1 (26)
- Fiji (132)
- Nya Zeeland (78)
- Salomonöarna (170)
- Tahiti (191)
- Vanuatu (153)

1 - Inte i Asiens kval 

2 - Måste placeras i kvalet manuellt

3 - 2006 uppdelat i  Serbien och  Montenegro
4 - Gamla flaggor i spelet

## Musik
| - Lady Sovereign - "9 to 5" - Depeche Mode - "A Pain That I Am Used To (Jacques Lu Cont Remix)" - Howard Jones - "And Do You Feel Scared? (The Eric Prydz Mix)" - Mattafix - "Big City Life" - Stefy Rae - "Chelsea" - Ivy Queen - "Cuéntale" - Men, Women & Children - "Dance In My Blood" - Resin Dogs Feat. Mystro & Hau - "Definition" - Swami - "DesiRock" - Ladytron - "Destroy Everything You Touch" - Calanit - "Do-Dee-Dee-Deem-Dum (Sculptured)" - Mando Diao - "Down In the Past (Moonbootica Remix)" - Maximus Dan - "Fighter" - Sneaky Sound System - "Hip Hip Hooray (Dub Mix)" - Du Souto - "Ie Mae Jah" - F4 - "La Prima Volta" - Frank Popp Ensemble - "Love Is On Our Side" | - Sérgio Mendes feat. Black Eyed Peas - "Mas Que Nada" - DT8 Project feat. Mory Kanté - "Narama" - Fischerspooner - "Never Win" - Nortec Collective - "Tijuana Makes Me Happy" - Tip Top - "Tip Top" - Voicst - "Whatever You Want from Life" - Masrhon - "Sobremesa" - Furius Kay & Lou Valentino - "People Shining" - Gabin feat. China Moses - "The Other Way Round" - Polinesia - "Aloha" - Damien J. Carter - "What World?" - Die Raketen - "Tokyo, Tokyo" - KES The Band - "The Calling" - Zola featuring Maduvha - "X Girlfriend" - Urban Puppets - "Sweat" - The Go! Team - "The Power Is On" - Vanness Wu - "Poker Face"* - Ojos de Brujo - "Tiempo de Drumba" |

- *Fastän låten i spelet anges som "Poker Face", heter den "Friday Night".[1]